# پل-اریک رومو
پل-اریک رومو (به استونیایی: Paul-Eerik Rummo) ‏ (زاده ۱۹ ژانویه ۱۹۴۲، در تالین) شاعر و سیاستمدار و وزیر پیشین فرهنگ و آموزش و پرورش استونی است. وی وزیر پیشین امور جمعیت استونی نیز هست.
پل-اریک رومو سال‌هاست با «ویو هارم» شاعر معاصر ازدواج کرده و در شهر تالین زندگی می‌کند.رومّو، شاعر، نمایشنامه‌نویس و مترجم است. او شعرهای شاعر انگلیسی «ایلن تامس» و شعر شاعران معاصر فنلاند را به زبان استونییایی ترجمه کرده‌است.
مجموعه‌ای از شعرهای ۱۹۶۰ تا ۱۹۶۷ وی در کتابی با نام «شعر» در سال ۱۹۶۸ چاپ و منتشر شده‌است. شعرهای تازهٔ وی به دلیل اصرار بیش از حد شاعر به رعایت عین دست‌نویس شعرها در هنگام حروف‌چینی و چاپ، هنوز منتشر نشده‌است.